# Ralf Thienel
Ralf Thienel (29 de mayo de 1959-1 de agosto de 1995) fue un deportista alemán que compitió para la RFA en remo. Ganó una medalla de plata en el Campeonato Mundial de Remo de 1987, en la prueba de doble scull.

## Palmarés internacional
| Campeonato Mundial | Campeonato Mundial     | Campeonato Mundial | Campeonato Mundial |
| Año                | Lugar                  | Medalla            | Prueba             |
| ------------------ | ---------------------- | ------------------ | ------------------ |
| 1987               | Copenhague (Dinamarca) | Medalla de plata   | Doble scull        |